# Bette Midler
Bette Midler (Honolulu, 1,º de dezembro de 1945) é uma cantora, atriz, modelo, roteirista, produtora e comediante norte-americana.
Durante sua carreira, ela ganhou quatro Grammys, três Emmys e um Tony, e foi indicada para dois Oscars. A primeira vez, em 1980, por The Rose, e a segunda em 1992, por For the Boys.

## Biografia e vida pessoal

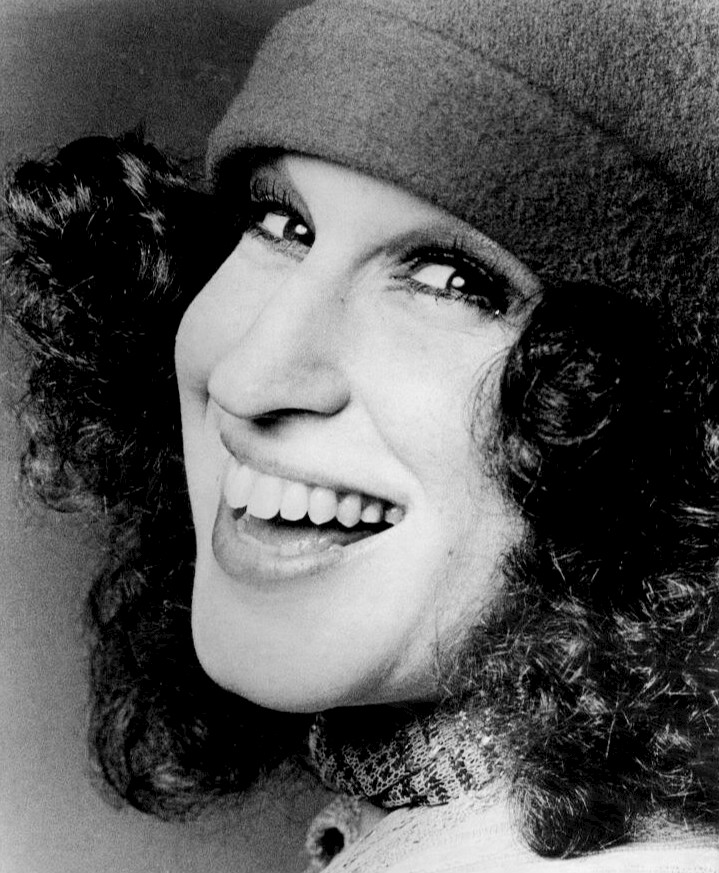
Bette Midler atriz Bette davis

Bette Midler nasceu em Honolulu, onde sua família era uma das poucas famílias judias em um bairro predominantemente asiático. Sua mãe, Ruth (née Schindel; 1916-1979), era costureira e dona de casa, e seu pai, Fred Midler (1912-1986), trabalhou como pintor em uma base da Marinha no Havaí e também era pintor de casas. Ambos os pais nasceram em Nova Jersey. Ela foi nomeada após a atriz Bette Davis, embora Davis pronunciou seu primeiro nome em duas sílabas, e Midler usa uma. Ela foi criada em Aiea e frequentou a Radford High School, em Honolulu. Ela foi eleita "Most Talkative" na escola de 1961 Hoss Election, e "Most Dramatic" em seu último ano (classe de 1963). Midler se formou em teatro na Universidade do Havaí em Manoa, mas saiu depois de três semestres. Ela ganhou dinheiro no filme de 1966 do Havaí como um extra, interpretando um passageiro enjoado sem nome chamado Miss David Buff.

### Vida pessoal
Midler se casou com o artista Martin von Haselberg em 16 de dezembro de 1984, cerca de seis semanas após o primeiro encontro. Sua filha, Sophie von Haselberg, que também é atriz, nasceu em 14 de novembro de 1986.

## Filmografia
- 1966 - Hawaii (Hawaí)
- 1970 - The Hawaiians
- 1971 - The Thorn
- 1974 - Scarecrow in a Garden of Cucumbers
- 1979 - The Rose
- 1980 - Divine Madness!
- 1982 - Jinxed!
- 1986 - Ruthless People
- 1986 - Down and Out in Beverly Hills
- 1987 - Outrageous Fortune
- 1988 - Big Business
- 1988 - Beaches
- 1988 - Oliver & Company
- 1989 - Stella
- 1991 - Scenes in a Mall
- 1991 - For the Boys
- 1993 - Hocus Pocus
- 1993 - The Gypsy (1993)
- 1995 - Get Shorty
- 1996 - The First Wives Club
- 1997 - That Old Feeling
- 2000 - Fantasy 2000
- 2000 - Isn't She Great
- 2000 - Quem Não Matou Mona?
- 2000 - What a Woman Want?
- 2004 - The Stepford Wives
- 2007 - Then She Found Me
- 2008 - The Women
- 2010 - Cats & Dogs: The Revenge of Kitty Galore (voz)
- 2012 - Casting By (documentário)
- 2012 - Parental Guidance
- 2017 - Freak Show
- 2019 - The Addams Family (voz)
- 2019 - The Politician
- 2022- Hocus Pocus 2

## Discografia
| - 1972: The Divine Miss M - 1973: Bette Midler - 1976: Songs for the New Depression - 1977: Broken Blossom - 1979: Thighs and Whispers - 1983: No Frills - 1990: Some People's Lives | - 1995: Bette of Roses - 1998: Bathhouse Betty - 2000: Bette - 2003: Sings the Rosemary Clooney Songbook - 2005: Sings the Peggy Lee Songbook - 2006: Cool Yule - 2014: It's the Girls! |